# Love and Basketball
Pour plus de détails, voir Fiche technique et Distribution.
Love and Basketball ou Amour et Basketball au Québec, est un film américain réalisé par Gina Prince-Bythewood, sorti le 21 avril 2000 aux États-Unis. C’est une comédie dramatique et romantique.

## Synopsis
En 1981, à Los Angeles, Monica et Quincy, onze ans, rêvent de jouer au basket au sein de la ligue nord-américaine de basketball, la NBA.

## Fiche technique
- Titre : Love and Basketball
- Réalisation : Gina Prince-Bythewood
- Scénario : Gina Prince-Bythewood
- Producteurs : Andrew Z. Davis, Cynthia Guidry, Spike Lee, Jay Stern, Sam Kitt
- Musique : Terence Blanchard
- Costumes : Ruth E. Carter
- Photographie : Reynaldo Villalobos
- Société de production : 40 Acres & A Mule Filmworks
- Distributeur : New Line Cinema
- Pays d’origine : États-Unis
- Langue : anglais
- Durée : 124 minutes
- Dates de sortie : 
  - États-Unis : 21 avril 2000

## Distribution
Légende : Version Française = VF[réf. nécessaire] et Version Québécoise = VQ
- Sanaa Lathan (VF : Annie Milon ; VQ : Valérie Gagné) : Monica Wright
- Omar Epps (VF : Lucien Jean-Baptiste ; VQ : Gilbert Lachance) : Quincy McCall
- Glenndon Chatman (VQ : Xavier Morin-Lefort) : Quincy, jeune
- Alfre Woodard (VQ : Claudine Chatel) : Camille Wright
- Dennis Haysbert (VF : Pascal Renwick ; VQ : Yves Corbeil) : Zeke McCall
- Debbi Morgan (VF : Elisabeth Wiener ; VQ : Maryse Gagné) : Nona McCall
- Harry Lennix : Nathan Wright
- Regina Hall (VF: Michèle Buzynski ; VQ : Hélène Mondoux) : Lena Wright
- Tyra Banks (VF : Nathalie Karsenti) : Kyra Kessler
- Kyla Pratt (VQ : Kim Jalabert) : Monica Wright, jeune
- Erika Ringor (VQ : Lisette Dufour) : Sidra O'Neal
- Gabrielle Union (VQ : Anne Dorval) : Shawnee